# Сталий розвиток Хорватії
Сталий розвиток Хорватії (хорв. Održivi razvoj Hrvatske), або ОРаХ (хорв. ORaH, скорочення, співзвучне з хорв. orah «горіх») — дрібна зелена політична партія в Хорватії.

## Історія
Заснована 2013 року. Її тодішньою керівницею була колишня міністр охорони довкілля і природи та депутатка від соціал-демократичної партії Мірела Холі. Одержавши місце в Саборі як соціал-демократка, вона залишила цю політичну силу після деяких розбіжностей у поглядах на керівництво партією. 
На виборах у травні 2014 партія набрала майже 10% голосів виборців, провівши одного євродепутата Давора Шкрлеця, який засідав у Європарламенті разом із Зеленими. Пізніше того самого року в ОРах влилася ще одна дрібна зелена партія «Зелений список».
23 липня 2015 року було оголошено, що в партію вступив незалежний депутат Младен Новак, який раніше був членом партії хорватських лейбористів – Партії праці, вийшовши з неї після того, як вона почала переговори про приєднання до коаліції Кукуріку. Ще один колишній депутат-лейборист Златко Тушак вступив в ОРах 18 вересня 2015 року, що дало партії перед виборами третього депутата. 
На парламентських виборах у Хорватії 2015 року партія показала слабші результати, ніж передбачало будь-яке опитування громадської думки, набравши менш ніж 2% голосів виборців і не провівши жодного депутата. Так ОРаХ став найбільшою хорватською непарламентською партією.
У лютому 2016 року Мірела Холі залишила партію «з особистих і професійних причин», заявивши, що хоче мати більше часу для читання лекцій у політехнічному інституті ВЕРН, написання книжок і дизайну одягу. У квітні 2016 року з партії вийшов Давор Шкрлець через невдоволення тим, як партією керують, і її пасивністю щодо проблем хорватського суспільства.

## Виборчі результати

### Хорватський парламент
| Рік  | Голосів виборців (коаліція) | Відсоток | Усього здобуто місць | Зміна | Коаліція          | Влада           |
| ---- | --------------------------- | -------- | -------------------- | ----- | ----------------- | --------------- |
| 2015 | 38 830                      | 1,74%    | 0 / 151              | ▬     | —                 | непарламентська |
| 2016 | 14 788                      | 0,78%    | 0 / 151              | ▬     | «Ніякого продажу» | непарламентська |
| 2020 | 116 480                     | 6,99%    | 0 / 151              | ▬     | Зелено-ліва       | непарламентська |

### Європарламент
| Рік  | Голосів виборців | Відсоток | Усього здобуто місць | Зміна к-сті місць | Коаліція    | Членство   |
| ---- | ---------------- | -------- | -------------------- | ----------------- | ----------- | ---------- |
| 2014 | 86 806           | 9,42%    | 1 / 12               | ▲ 1               | –           | Зелені/EFA |
| 2019 | 19 313           | 1,79%    | 0 / 12               | ▼ 1               | Зелено-ліва | Зелені/EFA |